# Немирівський цукровий завод
Немирівський цукровий завод — підприємство харчової промисловості в місті Немирів Вінницької області.

## Історія
Невеликий цукровий завод у містечку Немирові Брацлавського повіту Подільської губернії Російської імперії побудований за розпорядженням поміщиків Строганових у 1872 році.
Умови праці на заводі були важкими - тривалість робочого дня становила від 14 до 16 годин, а заробітна плата була низькою (60-70 копійок в день), що викликало невдоволення і протести серед робітників. Економічна криза 1900 - 1903 рр. ускладнила обстановку, і восени 1903 року робітники почали страйк, висунувши вимоги ввести 8-годинний робочий день, поліпшити умови праці, ввести медичну допомогу та організувати шкільне навчання для дітей. 
Під час першої російської революції робітники заводу брали участь у страйках і демонстраціях (9 травня 1905 року робітники цукрового заводу організували мітинг, організаторів якого заарештували, проте до страйкарів приєдналися селяни, які припинили виходити на роботи в маєтку поміщиків - в результаті, за розпорядженням губернатора, у Немирів надіслали два ескадрони драгунів).

### 1918 - 1991
У листопаді 1917 року в Немирові встановлена радянська влада, але вже в березні 1918 року його окупували австро-німецькі війська (які залишалися тут до листопада 1918 року), надалі село опинилося в зоні бойових дій громадянської війни.
18 червня 1920 року частини Червоної армії зайняли Немирів, через два дні відбувся волосний з'їзд, на якому обрані місцеві органи влади і почалася відбудова села. У червні 1921 року завершено відновлення електростанції, цукрового і винокурного заводу.
У ході адміністративно-територіальної реформи 7 березня 1923 року Немирів став центром Немирівського району і отримав статус селища міського типу, що сприяло його подальшому розвитку. У другій половині 1920-х років на цукровому заводі оновлено обладнання.
Вже в 1934 - 1936 рр. завод випускав в півтора рази більше продукції, ніж у 1913 році, серед працівників у цей час було 89 стахановців і 36 ударників.
В ході Другої світової війни з 22 липня 1941 до 10 січня 1944 року Немирів окупували німецькі війська. У лютому 1942 року на цукровому заводі виникла радянська підпільна група (структурний підрозділ підпільної організації в Немирові, який очолював учитель середньої школи, комуніст Євдокименко).
Після закінчення війни завод відновлений. Згідно з четвертим п'ятирічним планом відбудови та розвитку народного господарства СРСР у 1948 році до Немирова була підведена високовольтна лінія електропередач, що дало можливість збільшити виробничу потужність усіх підприємств райцентру. У 1950 році обсяг виробництва цукру-піску на Немирівському цукровому заводі досяг рівня довоєнного 1940 року.
Після газифікації міста в 1960-х роках почалося використання природного газу у виробничих процесах. У роки семирічки і восьмої п'ятирічки (1966 - 1970) завод реконструйований і оснащений новим обладнанням. У результаті, в 1970 році він справив 205,6 тис. центнерів цукру-піску (в 2,6 разів більше, ніж в 1940 році і в чотири рази більше, ніж у 1913 році).
В цілому, в радянський час цукровий завод входив у число провідних підприємств райцентру, на його балансі перебували об'єкти соціальної інфраструктури.

### Після 1991
Після проголошення незалежності України, завод перейшов у відання Державного комітету харчової промисловості України. 
Надалі, державне підприємство перетворено у відкрите акціонерне товариство.
У лютому 2003 року господарський суд Вінницької області порушив справу про банкрутство Немирівського цукрового заводу.
У 2004 році завод продовжував переробляти буряк і виробляти цукор, але завершив сезон цукроваріння зі збитками.